# 1753 год в литературе

## События
- 29 ноября открыта первая во Франции публичная библиотека, расположенная в городе Нант.

## Книги
- 1 мая опубликована научная работа в двух томах «Species plantarum» Карла Линнея.

### Романы
- «История сэра Чарльза Грандисона» — эпистолярный роман английского писателя Сэмюэла Ричардсона.
- «Приключения графа Фердинанда Фэтома» — роман английского писателя Тобайаса Смоллетта.

### Пьесы
- «Трактирщица» — комедия венецианского драматурга Карло Гольдони.

## Родились
- 6 февраля — Эварист Парни, французский поэт (ум. 1814).

- 7 февраля — Рейнвис  Фейт, нидерландский писатель и драматург (ум. 1824).
- 8 мая — Филлис Уитли, афроамериканская поэтесса (ум. 1784).

## Умерли
- 30 июля — Антуан Жоли, французский поэт, драматург и издатель (род. 1662).